# Estratosfera

Capes de l'atmosfera: troposfera i tropopausa, estratosfera i estratopausa, mesosfera i mesopausa, i termosfera

L'estratosfera és la capa de l'atmosfera situada damunt de la troposfera i que s'estén entre 11 km i 50 km de la superfície terrestre. A la part baixa de l'estratosfera la temperatura és relativament estable i hi ha poca humitat.
L'estratosfera s'estén des de la tropopausa fins a l'estratopausa, situada a 50-60 km d'altitud. En aquesta capa la temperatura augmenta amb l'altitud. Aquesta relació de la temperatura amb l'altura és la inversa a la que es troba a les capes superior i inferior. Això és degut principalment a la presència de les molècules d'ozó que absorbeixen radiació electromagnètica a la regió ultraviolada.
L'estratosfera és una regió on es produïxen diferents processos radioactius, dinàmics, químics i físics. La barreja horitzontal dels components gasosos es produeix molt més ràpidament que la barreja vertical.

## Temperatura
| Interval d'altitud | Capa         | Gradient vertical de temperatura | Gradient vertical de temperatura |
| (m)                |              | (°C/km)                          | (°F/1000 peus)                   |
| ------------------ | ------------ | -------------------------------- | -------------------------------- |
| 0 – 11.000         | Troposfera   | 6,5                              | 3,57                             |
| 11.000 – 20.000    | Tropopausa   | 0,0                              | 0,0                              |
| 20.000 – 32.000    | Estratosfera | -1,0                             | -0,55                            |
| 32.000 – 47.000    | Estratosfera | -2,8                             | -1,54                            |
| 47.000 – 51.000    | Estratopausa | 0,0                              | 0,0                              |
| 51.000 – 71.000    | Mesosfera    | 2,8                              | 1,54                             |
| 71.000 – 85.000    | Mesosfera    | 2,0                              | 1,09                             |
| 85.000 – 90.000    | Mesopausa    | 0,0                              | 0,0                              |

Els valors del gradient vertical de temperatura mostrats a la taula són resultat del càlcul {\displaystyle {-dT/dz}}, de manera que:
- Si tenen signe positiu la temperatura disminueix al augmentar l'altitud en la ratio per distància especificada per interval d'altitud.
- Si tenen signe negatiu la temperatura augmenta al augmentar l'altitud en la ratio per distància especificada per interval d'altitud.
- Si són nuls la temperatura es manté constant al llarg de l'interval d'altitud especificat.